# Czarny Potok (dopływ Hawraniego Potoku)
Czarny Potok – potok, dopływ Hawraniego Potoku. Cała jego zlewnia znajduje się w Dolinie Czarnego Potoku w słowackich Tatrach Bielskich. Wypływa na wysokości około 1460 m dwoma źródłowymi ciekami w Dolince Podspadzkiej (jedyne odgałęzienie Doliny Czarnego Potoku). Na wysokości około 1320 m cieki te łączą się, i od tego miejsca potok spływa w kierunku północnym. Po drodze, na wysokości około 1080 m przyjmuje z lewej strony niewielki i okresowy potok spływający dnem żlebu. Napotykając masyw Długiego Wierchu zmienia kierunek na zachodni, potem południowo- zachodni i na wysokości około 940 m wpływa do Hawraniego Potoku jako jego prawy dopływ. Następuje to około 100 m na południe od pierwszego, ostrego zakrętu na Drodze Wolności po wschodniej stronie Podspadów.
Dolna część Czarnego Potoku na długich odcinkach zawalona jest pniami drzew. Z tego względu ścieżki prowadzące od Drogi Wolności doliną Czarnego Potoku omijają koryto jej potoku. Górną część koryta przecina Bielska Ścieżka nad Reglami.